# 1876.
◄ | 18. stoljeće | 19. stoljeće | 20. stoljeće | ►
◄ | 1840-ih | 1850-ih | 1860-ih | 1870-ih | 1880-ih | 1890-ih | 1900-ih | ►
◄◄ | ◄ | 1873. | 1874. | 1875. | 1876. | 1877. | 1878. | 1879. | ► | ►►
Arhitektura • Astronomija • Biologija • Film • Fotografija • Glazba • Kazalište • Kemija • Kiparstvo • Knjige • Književnost • Kršćanstvo • Meteorologija • Medicina • Planinarstvo • Politika • Pravo • Promet • Slikarstvo • Šport • Znanost • Željeznički promet

## Događaji
- Matthew Webb je prvi čovjek koji je bez tehničke podrške preplivao La Manche.
- U seriji ratova Siouxi i Sjeverni Šajeni porazili su američku vojsku pod vodstvom generala Custera na Little Bighornu.

## Rođenja
- 12. siječnja – Jack London, američki književnik († 1916.)
- 19. siječnja – Milan Begović, hrvatski književnik († 1948.)
- 31. ožujka – Borisav "Bora" Stanković, srpski književnik († 1927.)
- 3. travnja – Tomáš Baťa, češki industrijalac († 1932.)
- 10. svibnja – Ivan Cankar, slovenski književnik († 1918.)
- 30. svibnja – Vladimir Nazor, hrvatski književnik († 1949.)
- 6. rujna – John James Richard Macleod, škotski liječnik, nobelovac († 1935.)
- 13. rujna – Sherwood Anderson, američki književnik († 1941.)
- 15. rujna – Bruno Walter, njemačko-austrijski dirigent i skladatelj († 1962.)
- 22. studenog – Vladimir Stahuljak, hrvatski skladatelj, orguljaš i zborovođa († 1960.)
- 25. prosinca – Muhammad Ali Jinnah, pakistanski političar († 1948.)

## Smrti
- 4. lipnja – Abdul Aziz, turski sultan (* 1830.)
- 8. lipnja – George Sand, francuska književnica (* 1804.)
- 25. lipnja u bici Sa Siouxima na Little Bighornu ubijen je general George Armstrong Custer i njegovih 250 vojnika.
- 25. kolovoza – Adolph Tidemand, norveški slikar (* 1814.)
- 27. rujna – Braxton Bragg, američki vojskovođa (* 1817.)
- 22. studenog – Armin Šrabec, hrvatski klasični filolog, violočelist i skladatelj (* 1844.)
- 31. prosinca – Catherine Labouré, francuska katolička svetica (* 1806.)

## Vanjske poveznice
|  | Zajednički poslužitelj ima još gradiva o temi 1876. |